# Michele Armenise
Michele Armenise (Bari, 15 dicembre 1961) è un allenatore di calcio ed ex calciatore italiano, di ruolo difensore o centrocampista.
Suo figlio Alessandro, nato a Pisa durante la sua esperienza in nerazzurro, è anch'egli un calciatore.

## Carriera

### Giocatore
Inizia nelle giovanili del Bari, dove debutta in prima squadra nella Serie B 1981-1982 affermandosi come titolare e confermando il posto per la stagione successiva. Nell'estate 1983 viene acquistato dal Pisa dove gioca due stagioni in Serie A, intervallate da una di Serie B; lascia i toscani nel 1986 dopo aver vinto la Mitropa Cup. Fa quindi ritorno al Bari in B, rimanendovi per un anno, prima di tornare a calcare i campi di massima serie con il Cesena, collezionando 20 presenze in campionato. La stagione seguente ridiscende in cadetteria dai galletti, contribuendo alla promozione in serie A al termine della stagione 1988-1989, prima di finire la carriera con altri due anni in seconda serie al Pescara e un ultimo al Monopoli in C1.

#### Nazionale
Nel 1982 colleziona un gettone di presenza in Nazionale italiana Under-21.

### Allenatore
Lasciata la carriera agonistica rimane nel mondo del calcio, diventando allenatore in seconda della Lucchese nella stagione 2006-2007, mentre in quella successiva assume la guida della formazione Berretti. Nella stagione 2009-2010 entra nello staff tecnico del Torino al fianco di Stefano Colantuono, suo ex compagno ai tempi del Pisa. Il 15 giugno 2010 decide di seguire Colantuono all'Atalanta, entrando così nello staff tecnico degli orobici, dove rimane fino al 4 marzo 2015, giorno in cui il mister viene esonerato. Dal 1º luglio 2015 al 14 marzo 2016 è collaboratore sempre di Colantuono all'Udinese. Segue l'allenatore romano anche al Bari, nel medesimo ruolo. La stagione successiva con l'addio del trainer romano alla panchina biancorossa, diventa allenatore in seconda della Primavera guidata da Stefano De Angelis. Nel 2024 allena gli allievi della Asd Levante Bitritto

## Palmarès

### Giocatore

#### Competizioni nazionali
- Serie B: 1

Pisa: 1984-1985

#### Competizioni internazionali
- Coppa Mitropa: 1

Pisa: 1985-1986